# Schulkarte

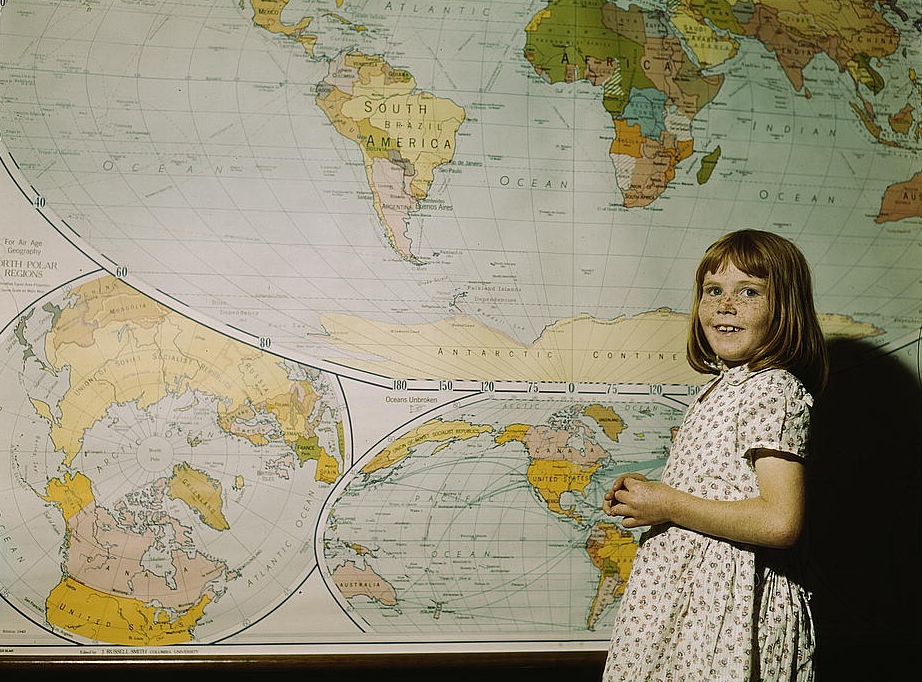
Eine Schulkarte in Form einer Schulwandkarte im Unterricht

Eine Schulkarte ist eine Karte, die als Lehrmittel im Unterricht und/oder in der häuslichen Schularbeit eingesetzt wird.
Die maßstäbliche, inhaltliche und grafische Vielgestaltigkeit der Karten ermöglicht zahlreiche Einteilungsprinzipien, von denen jedoch nur die für die praktische Unterrichtsarbeit interessierenden genannt werden sollen (2009).

## Nach dem Maßstab
Hiermit möge uns nur die begriffliche Abgrenzung von „Plan“ und „Karte“ interessieren. Alle Kartenskizzen bis etwa zum Maßstab 1:10 000 gelten als Plan (z. B. Pläne des Schulgrundstückes und des Heimatortes). Die begriffliche Abgrenzung zur Karte ist maßstäblich jedoch nicht starr aufzufassen; der Übergang ist fließend. Von Großstädten gibt es beispielsweise Stadtpläne in Maßstäben 1:20 000 oder 1:25 000. Die Pläne sind u. a. dadurch gekennzeichnet, dass auf ihnen viele Objekte (vor allem Gebäude) noch in maßstabs- und lagegetreuen Grundrissen dargestellt sind. In den kleineren Maßstäben, den Karten (z. B. Kreiskarte 1:100 000, Deutschland-Karte 1:2000 000), setzt in zunehmendem Maße die Verallgemeinerung (Generalisierung) des Inhalts und der Form ein, ausgewählte Gegenstände werden durch bildhafte Symbole oder abstrakte Signaturen dargestellt. Stark vereinfachte, kleinmaßstäbige (Überblicks-)Stadtpläne (z. B. in den Maßstäben 1:75 000, 1:150 000 oder 1:200 000), können als "Stadtkarten" bezeichnet werden.

## Nach der Gebrauchs- und äußeren Erscheinungsform
Dieses Gliederungsprinzip kennzeichnet den grundlegenden didaktischen Verwendungszweck der Karte als frontales Unterrichtsmedium oder als Schülerarbeitsmittel.
1. Digitale Kartenformen (werden hier nicht weiter untergliedert)
2. Analoge Kartenformen (Printmedien)
  1. Frontale Unterrichtsmedien
    1. Wand- und Posterkarten
    2. Projektionsfolienkarten (Transparentkarten)

  2. Schülerarbeitsmittel
    1. Handkarten
    2. Atlas (als systematisch geordnete und gebundene Zusammenstellung von Karten)
    3. Lehrbuchkarten
    4. Arbeitskarten (z. B. Handumrisskarten, Kartenskizzen in Arbeitsheften).

## Nach der inhaltlichen (thematischen) Gestaltung
Die qualitativ-inhaltliche Differenzierung der Karten, oft grafisch auch jeweils typisch gestaltet, führt zum Einteilungsprinzip von Kartentypen (Kartenarten), die jedoch den Kartenformen untergeordnet sind. Entsprechend diesem nach Sachgebieten aufgeschlüsselten Ordnungsprinzip können folgende Kartentypen ausgewiesen werden:
1. Allgemein-geographische Karte ("physische Karte", topografische Grundkarte)
2. Thematische Karten
  1. Physisch-geografische Karten (z. B. geologische Karten, Vegetationskarten, Klimakarten)
  2. Anthropogeografische Karten (z. B. Bevölkerungskarten, Standortkarten der Wirtschaft, Verkehrskarten)
  3. Karten zur Geschichte (z. B. Herrschafts-/Machtbereichskarten, Standortkarten von Burgen und Schlössern, Karten über Völkerbewegungen und Kriegsschauplätze)
  4. Karten zu weiteren Themen (z. B. Umwelt, Religion, Politik).

Zwischen den anthropogeografischen Karten und den Karten zur Geschichte gibt es häufig fachliche Überlappungen, beispielsweise bei Verwaltungskarten, Siedlungskarten oder Bevölkerungskarten.

## Nach dem Strukturniveau
1. Analytische Karten (Elementkarten, z. B. Karten zum Bergbau, zum Verkehr oder zur landwirtschaftlichen Nutzung)
2. Komplexe Karten (z. B. allgemein-geografische Karte, Karten zur Industrie und Landwirtschaft, komplette Wirtschaftskarte)
3. Synthese-Karten (z. B. Klimatypenkarte, Karte der Vegetationszonen).

## Nach der Bedeutungsordnung
1. Hauptkarten (Übersichtskarten mit relativ komplexen Aussagen)
2. Nebenkarten (Karten mit regional oder thematisch eingeengten Aussagen).